# Galeodes nachitschevanicus
Espèce
Galeodes nachitschevanicus est une espèce de solifuges de la famille des Galeodidae.

## Distribution
Cette espèce est endémique du Nakhitchevan en Azerbaïdjan,.

## Étymologie
Son nom d'espèce lui a été donné en référence au lieu de sa découverte, le Nakhitchevan.

## Publication originale
- Aliev, 1985 : A new species from the family Galeodidae (Solifugae) from Azerbaijan. Zoologicheskiæi zhurnal, vol. 64, no , p. 1100-1102.